# ケイアイドリー
ケイアイドリー（欧字名:Keiai Dorie、2017年4月16日 - ）は、日本の競走馬。2023年の北海道スプリントカップの勝ち馬である。
馬名の由来は、冠名＋ニュージーランドの地名より。

## 経歴

### 3歳（2020年）
1月6日京都ダート1800mの3歳新馬戦でデビューして4着。2月2日京都ダート1800mの3歳未勝利戦2着を挟み、4月12日阪神ダート1800mの3歳未勝利戦では道中2番手追走から4コーナーで先頭に立つと最後は後続に4馬身差をつけ3戦目で初勝利を挙げる。7月18日阪神ダート2000mの3歳上1勝クラスではハギノアレグリアスの3着に敗れ、休養に入った。

### 4歳（2021年）
1月24日中京ダート1800mの4歳上1勝クラスと2月6日の角島特別では共に3着に敗れたが、距離を短縮して挑んだ4月24日阪神ダート1400mの4歳上1勝クラスは3番手追走から抜け出すと後続に5馬身差をつけ2勝目を挙げる。11月14日のドンカスターカップでは逃げて2着に粘ると、12月12日の夙川特別では好位追走から直線で鋭く脚を伸ばすと最後はレモンポップに1馬身1/4差をつけ3勝目をマークする。

### 5歳（2022年）
2月19日の播磨ステークスでは2番手追走から一旦は先頭に立つもアドマイヤルプスとの競り合いにクビ差交わされ2着。3月20日の鳴門ステークスでは好位追走から直線で抜け出すと後続に2馬身半差をつけ4勝目を挙げてオープン入りを果たす。4月30日の天王山ステークスでは中団追走も直線で伸びを欠き5着に敗れるも、6月25日の天保山ステークスでは好位で脚を溜め、最後の直線で逃げ粘るシゲルタイタンをかわして1馬身3/4差つけオープン初勝利を飾る。秋に入り、グリーンチャンネルカップで14着と大敗すると、続くオータムリーフステークスは2着、ギャラクシーステークスは5着と勝ち星から遠ざかるも、12月25日のりんくうステークスでは好位のインからしぶとく脚を伸ばすと最後はスナークダヴィンチの追撃を1馬身半差で振り切りオープン2勝目を挙げた。

### 6歳（2023年）
シーズン初戦として2月19日の大和ステークスに出走。先団でレースを進め、直線で抜け出すと最後はジェネティクスに1馬身半差をつけ快勝。3月の黒船賞では好スタートからハナを奪うも直線で一杯になり8着に敗れ、4月の東京スプリントでは好位追走から早めに抜け出すもゴール前でリュウノユキナにかわされ2着となった。
6月1日に門別競馬場で行われた北海道スプリントカップ（JpnIII）に出走。3番人気で迎えたレースではやや出遅れて道中6番手から追走。最後の直線で好位から伸びた1番人気アイオライトに1馬身半差をつけ優勝。重賞初制覇を果たした。鞍上の藤岡康太は「いい枠だと思っていましたし、想定していた展開の中でも、かなりいい形で運べました。道中の手応えがよく、どこで外へ持ち出そうかと思っていましたが、期待した通りの脚を使ってくれました。もともと、ポテンシャルがすごく高い馬で、陣営の方も期待していましたが、こういう形で応えられてうれしいです」とコメントした。
秋に入り、10月の東京盃と11月のJBCスプリントは共に9着に終わるも、12月20日の兵庫ゴールドトロフィーでは好位から鋭く脚を伸ばしてサンライズホークの2着と好走した。

### 7歳（2024年）
シーズン初戦としてサウジアラビアに遠征し、2月24日のリヤドダートスプリントにクリストフ・ルメールとのコンビで出走。スタートで出遅れて後方から脚を伸ばしたが6着に終わる。その後、ドバイへ転戦し3月30日に行われたドバイゴールデンシャヒーンでは中団で脚を溜めたが直線で伸びを欠き9着という結果であった。

## 競走成績
以下の内容は、netkeiba.comおよびJBISサーチに基づく。
| 競走日     | 競馬場   | 競走名                 | 格     | 距離（馬場）  | 頭 数 | 枠 番 | 馬 番 | オッズ （人気） | 着順 | タイム （上り3F） | 着差 | 騎手        | 斤量 [kg] | 1着馬（2着馬）         | 馬体重 [kg] |
| ---------- | -------- | ---------------------- | ------ | ------------- | ----- | ----- | ----- | --------------- | ---- | ----------------- | ---- | ----------- | --------- | ---------------------- | ----------- |
| 2020.01.06 | 京都     | 3歳新馬                |        | ダ1800m（良） | 16    | 3     | 6     | 006.50（4人）   | 04着 | R1:55.6（38.0）   | -0.8 | 0藤岡康太   | 56        | リュクスウォリアー     | 486         |
| 0000.02.02 | 京都     | 3歳未勝利              |        | ダ1800m（稍） | 12    | 7     | 9     | 003.10（2人）   | 02着 | R1:55.5（39.4）   | -0.7 | 0和田竜二   | 56        | サンデーミラージュ     | 490         |
| 0000.04.12 | 阪神     | 3歳未勝利              |        | ダ1800m（良） | 16    | 5     | 9     | 004.50（3人）   | 01着 | R1:54.2（38.2）   | -0.7 | 0藤岡康太   | 56        | （シャープレシオ）     | 496         |
| 0000.07.18 | 阪神     | 3歳上1勝クラス         |        | ダ2000m（良） | 16    | 3     | 5     | 007.60（3人）   | 03着 | R2:05.4（37.8）   | -0.9 | 0和田竜二   | 54        | ハギノアレグリアス     | 504         |
| 2021.01.24 | 中京     | 4歳上1勝クラス         |        | ダ1800m（不） | 9     | 4     | 4     | 003.50（2人）   | 03着 | R1:52.0（38.3）   | -0.2 | 0和田竜二   | 56        | コラルノクターン       | 506         |
| 0000.02.06 | 小倉     | 角島特別               | 1勝    | ダ1700m（稍） | 13    | 6     | 9     | 003.20（1人）   | 03着 | R1:44.9（37.8）   | -0.8 | 0藤岡康太   | 56        | イプシランテ           | 508         |
| 0000.04.24 | 阪神     | 4歳上1勝クラス         |        | ダ1400m（良） | 14    | 8     | 13    | 002.50（1人）   | 01着 | R1:24.2（36.7）   | -0.8 | 0藤岡康太   | 57        | （レッドブロンクス）   | 506         |
| 0000.11.14 | 阪神     | ドンカスターC          | 2勝    | ダ1400m（良） | 15    | 3     | 4     | 002.80（1人）   | 02着 | R1:24.6（38.3）   | -0.0 | 0藤岡康太   | 57        | ランドボルケーノ       | 516         |
| 0000.12.12 | 阪神     | 夙川特別               | 2勝    | ダ1400m（良） | 16    | 7     | 13    | 003.00（2人）   | 01着 | R1:24.0（36.2）   | -0.2 | 0藤岡康太   | 57        | （レモンポップ）       | 512         |
| 2022.02.19 | 阪神     | 播磨S                  | 3勝    | ダ1400m（良） | 16    | 6     | 12    | 002.40（1人）   | 02着 | R1:23.9（37.1）   | -0.1 | 0藤岡康太   | 55        | アドマイヤルプス       | 516         |
| 0000.03.20 | 阪神     | 鳴門S                  | 3勝    | ダ1400m（重） | 16    | 2     | 3     | 001.50（1人）   | 01着 | R1:23.1（36.5）   | -0.4 | 0藤岡康太   | 57        | （シゲルタイタン）     | 516         |
| 0000.04.30 | 阪神     | 天王山S                | OP     | ダ1200m（稍） | 16    | 5     | 10    | 002.10（1人）   | 05着 | R1:10.8（35.8）   | -0.3 | 0藤岡康太   | 56        | デュアリスト           | 514         |
| 0000.06.25 | 阪神     | 天保山S                | OP     | ダ1400m（良） | 16    | 1     | 2     | 002.60（1人）   | 01着 | R1:23.6（36.2）   | -0.3 | 0藤岡康太   | 56        | （シゲルタイタン）     | 514         |
| 0000.10.10 | 東京     | グリーンCC             | L      | ダ1600m（重） | 16    | 6     | 12    | 012.60（6人）   | 14着 | R1:35.3（36.0）   | -1.8 | 0藤岡康太   | 57        | デシエルト             | 524         |
| 0000.10.22 | 阪神     | オータムリーフS        | OP     | ダ1400m（良） | 16    | 8     | 15    | 004.60（2人）   | 02着 | R1:23.6（37.3）   | -0.0 | 0藤岡康太   | 59        | オーヴァーネクサス     | 520         |
| 0000.12.04 | 阪神     | ギャラクシーS          | OP     | ダ1400m（稍） | 14    | 5     | 8     | 002.20（1人）   | 05着 | R1:24.2（36.7）   | -0.4 | 0藤岡康太   | 56.5      | デンコウリジエール     | 514         |
| 0000.12.25 | 阪神     | りんくうS              | OP     | ダ1200m（良） | 16    | 1     | 2     | 004.10（2人）   | 01着 | R1:10.6（35.5）   | -0.2 | 0藤岡康太   | 57        | （スナークダヴィンチ） | 516         |
| 2023.02.19 | 阪神     | 大和S                  | OP     | ダ1200m（稍） | 16    | 1     | 2     | 003.30（2人）   | 01着 | R1:11.2（35.6）   | -0.3 | 0藤岡康太   | 59        | （ジェネティクス）     | 516         |
| 0000.03.14 | 高知     | 黒船賞                 | JpnIII | ダ1400m（不） | 12    | 7     | 10    | 004.90（3人）   | 08着 | R1:29.8（39.9）   | -1.5 | 0藤岡康太   | 56        | シャマル               | 522         |
| 0000.04.19 | 大井     | 東京スプリント         | JpnIII | ダ1200m（稍） | 11    | 6     | 6     | 003.30（2人）   | 02着 | R1:10.4（36.2）   | -0.1 | 0藤岡康太   | 56        | リュウノユキナ         | 512         |
| 0000.06.01 | 門別     | 北海道スプリントC      | JpnIII | ダ1200m（良） | 10    | 1     | 1     | 004.60（3人）   | 01着 | R1:11.7（37.2）   | -0.3 | 0藤岡康太   | 56        | （アイオライト）       | 528         |
| 0000.10.04 | 大井     | 東京盃                 | JpnII  | ダ1200m（不） | 13    | 6     | 8     | 010.00（3人）   | 09着 | R1:12.3（37.9）   | -2.3 | 0藤岡康太   | 56        | ドンフランキー         | 517         |
| 0000.11.03 | 大井     | JBCスプリント          | JpnI   | ダ1200m（良） | 15    | 2     | 3     | 021.50（5人）   | 09着 | R1:14.2（38.8）   | -2.2 | 0藤岡康太   | 57        | イグナイター           | 512         |
| 0000.12.20 | 園田     | 兵庫ゴールドT          | JpnIII | ダ1400m（稍） | 11    | 3     | 4     | 07.00（4人）    | 02着 | R1:28.9（39.5）   | -0.1 | 0藤岡康太   | 59.5      | サンライズホーク       | 514         |
| 2024.02.24 | KAA      | リヤドダートスプリント | G3     | ダ1200m（良） | 11    |       | 5     |                 | 06着 | R1:12.0           | -1.6 | 0C.ルメール | 57        | Remake                 | 計不        |
| 0000.03.30 | メイダン | ドバイGS               | G1     | ダ1200m（良） | 14    |       | 7     |                 | 09着 | R1:11.2           | -2.5 | 0C.ルメール | 57        | Tuz                    | 計不        |
| 0000.08.14 | 盛岡     | クラスターC            | JpnIII | ダ1200m（良） | 13    | 6     | 9     | 061.40（5人）   | 03着 | R1:10.4（34.7）   | -0.4 | 0和田竜二   | 55        | ドンフランキー         | 533         |
| 0000.09.08 | ソウル   | コリアスプリント       | G3     | ダ1200m（稍） | 15    |       | 2     |                 |      | 出走取消          |      | 0横山武史   | 57        | Remake                 | 計不        |

- 競走成績は2024年9月8日現在

## 血統表
| ケイアイドリーの血統            | ケイアイドリーの血統                       | ケイアイドリーの血統                       | （血統表の出典）                           | （血統表の出典）        |
| 父系                            | サンデーサイレンス系                       | サンデーサイレンス系                       | サンデーサイレンス系                       | [ § 2 ]                 |
| 父 エスポワールシチー 2005 栗毛 | 父の父ゴールドアリュール 1999 栗毛         | *サンデーサイレンス                        | Halo                                       | Halo                    |
| 父 エスポワールシチー 2005 栗毛 | 父の父ゴールドアリュール 1999 栗毛         | *サンデーサイレンス                        | Wishing Well                               |                         |
| 父 エスポワールシチー 2005 栗毛 | 父の父ゴールドアリュール 1999 栗毛         | *二キーヤ                                  | Nureyev                                    | Nureyev                 |
| 父 エスポワールシチー 2005 栗毛 | 父の父ゴールドアリュール 1999 栗毛         | *二キーヤ                                  | Reluctant Guest                            |                         |
| 父 エスポワールシチー 2005 栗毛 | 父の母エミネントシチー 1998 鹿毛           | *ブライアンズタイム                        | Roberto                                    | Roberto                 |
| 父 エスポワールシチー 2005 栗毛 | 父の母エミネントシチー 1998 鹿毛           | *ブライアンズタイム                        | Kelley's Day                               |                         |
| 父 エスポワールシチー 2005 栗毛 | 父の母エミネントシチー 1998 鹿毛           | ヘップバーンシチー                         | *ブレイヴェストローマン                    | *ブレイヴェストローマン |
| 父 エスポワールシチー 2005 栗毛 | 父の母エミネントシチー 1998 鹿毛           | ヘップバーンシチー                         | コンパルシチー                             |                         |
| 母 *アルヴェナ 2005 鹿毛        | 母の父Seeking the Gold 1985 鹿毛           | Mr.Prospector                              | Raise a Native                             | Raise a Native          |
| 母 *アルヴェナ 2005 鹿毛        | 母の父Seeking the Gold 1985 鹿毛           | Mr.Prospector                              | Gold Digger                                |                         |
| 母 *アルヴェナ 2005 鹿毛        | 母の父Seeking the Gold 1985 鹿毛           | Con Game                                   | Buckpasser                                 | Buckpasser              |
| 母 *アルヴェナ 2005 鹿毛        | 母の父Seeking the Gold 1985 鹿毛           | Con Game                                   | Broadway                                   |                         |
| 母 *アルヴェナ 2005 鹿毛        | 母の母Willow Bunch 2000 鹿毛               | Affirmed                                   | Exclusive Native                           | Exclusive Native        |
| 母 *アルヴェナ 2005 鹿毛        | 母の母Willow Bunch 2000 鹿毛               | Affirmed                                   | Won't Tell You                             |                         |
| 母 *アルヴェナ 2005 鹿毛        | 母の母Willow Bunch 2000 鹿毛               | Golden Mirage                              | Green Desert                               | Green Desert            |
| 母 *アルヴェナ 2005 鹿毛        | 母の母Willow Bunch 2000 鹿毛               | Golden Mirage                              | Please Widd                                |                         |
| 母系(F-No.)                     | (FN:1-h)                                   | (FN:1-h)                                   | (FN:1-h)                                   | [ § 3 ]                 |
| 5代内の近親交配                 | Raise a Native M4×S5、Hail to Reason S5×S5 | Raise a Native M4×S5、Hail to Reason S5×S5 | Raise a Native M4×S5、Hail to Reason S5×S5 | [ § 4 ]                 |
| 出典                            | 1. 2. 3. 4.                                | 1. 2. 3. 4.                                | 1. 2. 3. 4.                                | 1. 2. 3. 4.             |

- 半兄に2022年の佐賀記念（JpnIII）、白山大賞典（JpnIII）を勝ったケイアイパープル（父パイロ）がいる。